# バト・シェバ (小惑星)
バト・シェバ (592 Bathseba) は小惑星帯に位置する小惑星である。ハイデルベルクでマックス・ヴォルフによって発見された。
古代イスラエルの王ダビデの妻であり、ソロモン王の母であるバト・シェバにちなんで命名された。